# Sverdrup
sverdrup (o nome é homenagem ao pioneiro da oceanografia Harald Sverdrup) é uma unidade de medida de transporte em volume. É usada quase em exclusivo na oceanografia, para medir o transporte das correntes oceânicas. O seu símbolo é Sv. Não é uma unidade do Sistema Internacional de Unidades, e o seu símbolo é o mesmo da unidade chamada sievert.  
Um sverdrup equivale a 106  (um milhão de) metros cúbicos por segundo.